# Partnership for Advanced Computing in Europe
 (janvier 2023).
Partnership for Advanced Computing in Europe (PRACE ; en français, partenariat pour le calcul avancé en Europe) est une association internationale sans but lucratif basée en Belgique avec 26 pays européens (ou non-européens) pour membres.
Son siège est à Bruxelles. PRACE offre un service soutenu d'envergure mondiale relative au High Performance Computing (HPC) pour les scientifiques et chercheurs du milieu universitaire, ainsi que l'industrie. Les directives de PRACE sont bien intégrées[non neutre] dans l'écosystème High Performance Computing européen. La Commission européenne appuie la mise en œuvre de PRACE en vertu de l'accord de subvention n°RI-261557.

## Historique

### Création
L'association a été créée en 2010.

### Développement
La Belgique l'a rejoint en 2012.
Le Luxembourg l'a rejoint en octobre 2017.
L'Autriche l'a rejoint en 2018.

## Membres
Allemagne, Autriche, Belgique, Bulgarie, Chypre, Danemark, Espagne, Finlande, France, Grèce, Hongrie, Irlande, Israël, Italie, Luxembourg, Norvège, Pays-Bas, Pologne, Portugal, République tchèque, Royaume-Uni, Serbie, Slovénie, Suède, Suisse et Turquie.